# باري كلارك (مغني أوبرا)
باري كلارك (بالإنجليزية: Barry Clark)‏ هو مغني أوبرا بريطاني، ولد في 1950.

## وصلات خارجية
- باري كلارك على موقع IMDb (الإنجليزية)
- باري كلارك على موقع ديسكوغز (الإنجليزية)